# Más Plus (Venevisión Plus)
Mas+Plus es un programa de televisión venezolano producido por Venevisión para su cadena hermana por suscripción Venevisión Plus, conducido por Karelys Oliveros, Pedro Padilla, Fernando Delfino y Rafael Oropeza.

## Formato
En el programa se desarrollan noticias de farándula, nacional e internacional, visitas a los sets de grabación de los programas originales de Venevisión y Venevisión Plus, trivias de sus novelas, presentaciones de los tráileres de las películas más taquilleras, y entrevistas con personalidades de novelas. 
Se estrenó el 16 de febrero de 2013, era emitido los sábados a las 11:00am, siendo conducido inicialmente solo por Fanny Ottati. Desde el 9 de agosto de 2015 se transmite los domingos a las 8pm por Venevisión Plus. A partir del 15 de julio de 2018 el programa pasa a durar 2 horas e inicio a las 7pm.

## Animadores
| Animador          | Periodo   | Nota                                                  |
| Presente          | Presente  | Presente                                              |
| ----------------- | --------- | ----------------------------------------------------- |
| Pedro Padilla     | 2013-2019 | Desde 2016 reporta desde Estados Unidos               |
| Fernando Delfino  | 2013-2019 |                                                       |
| Rafael Oropeza    | 2017-2019 |                                                       |
| Marisol Rodríguez | 2018-2019 |                                                       |
| Cynthia Lander    | 2018-2019 |                                                       |
| Pasado            |           |                                                       |
| Karelys Oliveros  | 2016-2017 | Se retira del programa                                |
| Fanny Ottati      | 2013-2016 | Sale en 2016 para ser animadora de Sábado Sensacional |